# Convolvulus montanus
Convolvulus montanus är en vindeväxtart som beskrevs av Van Ooststroom. Convolvulus montanus ingår i släktet vindor, och familjen vindeväxter. Inga underarter finns listade i Catalogue of Life.